# Tüysüz, Toprakkale
Tüysüz là một xã thuộc huyện Toprakkale, tỉnh Osmaniye, Thổ Nhĩ Kỳ. Dân số thời điểm năm 2010 là 2603 người.